# Piramidna besedila
Piramidna besedila so zbirka staroegipčanskih verskih besedil iz obdobja Starega kraljestva. Napisana so  v staroegipčanskem jeziku in vklesana na stene grobnic in sarkofage pokojnikov v piramidah v Sakari v obdobju Pete in Šeste dinastije Starega kraljestva.  Najstarejša besedila so bila napisana okoli 2400-2300 pr. n. št.  Za razliko od kasnejših besedil na sarkofagih in Knjige mrtvih so bila piramidna besedila rezervirana samo za faraone in niso bila ilustrirana. V piramidnih besedilih je po Kamnu iz Palerma druga najstarejša omemba Ozirisa, ki je postal najpomembnejše božanstvo, povezano s posmrtnim življenjem v antični egipčanski religiji.
Čarovna besedila in uroki v piramidnih besedilih so bili povezani predvsem z ohranitvijo faraonovih posmrtnih ostankov, oživitvijo njegovega telesa po smrti in dvigom v nebo, ki je v času Starega kraljestva pomenil  višek posmrtnega življenja. Čarovni uroki opisujejo tudi vse mogoče načine faraonovega potovanja, vključno s klančinami, stopnicami, lestvami in najpomembnejšim letenjem. Uroke  je bilo mogoče uporabiti tudi za klicanje bogov, da bi jim pomagali, ali grožnjo, če tega ne bi upoštevali.

## Različice
Besedila je prvi odkril Gaston Maspero leta 1881. V nemščino jih je prevedel Kurt Heinrich Sethe, v francoščino Louis Speleers in v angleščino Raymond O. Faulkner, Samuel A. B. Mercer in James P. Allen (najkasnejši prevod).
Najstarejša različica piramidnega besedila je iz piramide faraona Unasa, zadnjega vladarja iz Pete dinastije in vsebuje 228 urokov. Druga besedila so odkrili v piramidah faraonov Tetija, Pepija I., Merenreja I. in Pepija II. iz Šeste dinastije. Našli so jih tudi v piramidah številnih kraljic iz Šeste dinastije (Ankenespepi II., Neit, Iput II., Vedžebten in Behenu) in na odlomkih lesa v grobnici kraljice Meretites II.
Prva izdaja piramidnih besedil, ki jo je objavil Kurt Sethe, je vsebovala 714 različnih urokov. Kasneje se je njihovo število povečalo na 759. Nobeno piramidno besedilo ne vsebuje vseh  odkritih urokov. 

## Primeri
Po smrti je moral faraon najprej vstati iz svojega groba. Urok 373 se glasi:
Oho! Oho! Vstani, o Teti!
Vzemi svojo glavo, zberi svoje kosti,
poberi svoje ude, stresi zemljo s svojega mesa!
Vzemi svoj kruh, ki ne zgnije, svoje pivo, ki se ne skisa,
stoj na vratih, ki so prepovedana za navadne ljudi!
Vratar pride pote, prime tvojo roko,
odpelje te v nebesa k tvojemu očetu Gebu.
Veseli se tvojega prihoda, ponudi ti roko
in te ljubeče poljubi.
Postavi te pred duhove, neskončne zvezde...
Skriti te častijo,
veliki te obkrožajo,
stražarji  te čakajo,
ječmen se lušči zate,
pšenica se žanje zate,
pripravljajo ti mesečno praznovanje,
pripravljajo ti šritinajstdnevno praznovanje,
kot je zate ukazal Geb, tvoj oče.
Vstani Teti, ne boš umrl!
Besedila zatem opisujejo več načinov, kako priti v nebesa. Eden od njih je vzpenjanje po lestvi. V uroku 304 faraon pravi:
Pozdravljena, Anubisova hčerka, nad odprtinami nebes,
tovarišica Tota, nad prečkami lestve,
odpri Unasu pot, da gre skozi!
Drug način je plovba s čolnom. Če čolnar faraona ne bi hotel vzeti v čoln, ima faraon rezervni načrt:
Če ne boš odpeljal Unasa,
bo skočil in sedel na krila Tota,
ki bo odpeljal Unasa na ono stran!

### Kanibalska himna
Uroka 273 in 274 se včasih imenujeta tudi Kanibalska himna, ker opisujeta, kako faraon lovi bogove in jé dele njihovih teles.
Ko se je prvič pojavila v Unasovi piramidi na koncu Pete dinastije, se je Kanibalska himna nanašala na star obred, v katerem  je pokojni kralj s pomočjo boga Šezmuja zaklal, skuhal in pojedel na primer žrtvenega bika, s čimer je zaužil božansko moč, da bi se lahko pogajal o svojem prehodu v posmrtno življenje in si zagotovil preoblikovanje v nebeško božanskost, ki je vladala na nebu.
Slog in oblika Kanibalske himne sta značilna za recitacijsko poezijo faraonskega Egipta.
Kanibalska himna je samo v Unasovi in Tetijevi piramidi.
Bog, ki živi od svojih očetov,
ki se hrani s svojimi materami…
Unas je bik nebes,
ki besni v svojem srcu,
ki živi živi na bitju vsakega boga,
ki se hrani z njihovim drobom,
ko pridejo njihova telesa, polna magije,
z otoka plamena …
Kanibalska himna se  je začela kasneje  kot urok 573 pojavljati na  besedilih sarkofagov in po časovni prekinitvi v Knjigi mrtvih.